# Sachs Harbour
Sachs Harbour, Ikahuak – osada w Kanadzie na Terytoriach Północno-Zachodnich. Znajduje się w południowo-zachodniej części Wyspy Banksa. Klimat okołobiegunowy, z długimi, mroźnymi zimami. Maksymalna temperatura wyniosła 24,2 °C, a najniższa -52,2 °C.
Miejscowość posiada lotnisko. W 2006 roku osada liczyła 122 mieszkańców.